# Düsselaue bei Gödinghoven
Das Naturschutzgebiet Düsselaue bei Gödinghoven liegt auf dem Gebiet der Stadt Erkrath im Kreis Mettmann in Nordrhein-Westfalen.
Das aus drei Teilflächen bestehende etwa 146 ha große Gebiet, das im Jahr 1993 unter der Schlüsselnummer ME-029 unter Naturschutz gestellt wurde, erstreckt sich westlich der Kernstadt Erkrath nördlich und südlich der Landesstraße L 357. Südwestlich des Gebietes verläuft die L 404 und östlich die A 3. Nördlich erstreckt sich das etwa 74 ha große Naturschutzgebiet Morper Bachtal.

## Beschreibung
„Mit 147 ha [ist es ein] sehr großes Naturschutzgebiet um die Düsselaue westlich von Erkrath, das sich in drei vom Charakter eigenständige Gebiete gliedern lässt: Die eigentliche Aue der Düssel, den Schlosspark zum Haus Morp mit angrenzendem Grünland im Norden und das ca. 60 ha große Waldgebiet auf dem nach Süden ansteigenden Talhang. Die Düssel stellt sich nach Eintritt in die Niederrheinische Tieflandbucht als stark mäandrierender, 4-6 m breiter Bach dar, der von Ufergehölzen und Neophytenfluren (Staudenknöterich) gesäumt ist. Da die Ufer in dem Staubereich vor dem Wehr der Dammer Mühle bis an die Ufer beweidet werden, fehlen dort Ufergehölze. Es handelt sich allerdings hier um einen alten Umgehungskanal, der den eigentlichen Düssellauf abgetrennt hat. Die alte Düssel ist noch als stark gewundener und unterstromig angebundener Altarm vorhanden. Die Wasserfläche ist aufgrund dichter Schilf- und Seggenröhrichte sowie Ufer-Hochstaudenfluren selten einsehbar.
Bedeutung hat der Talabschnitt durch seine für Tieflandgewässer bezeichnende Gewässermorphologie mit einem breiten Spektrum von schutzbedeutsamen Biotopen, wie tieflandtypische Au- und Bruchwälder sowie Seggenrieder und Röhrichte.
Die offene Grünlandlandschaft und die schilfgesäumte Alt-Düssel sind Lebensraum für gefährdete Vogelarten. Aufgrund des Altholzes ist von einer hohen Bedeutung des südlichen Waldgebietes und des Morper Parks für an Altholz gebundene Vogel-, Fledermaus- und Insektenarten auszugehen. Die landschaftliche Eigenart steht in starkem Gegensatz zu dem oberhalb Erkrath anschließenden stark eingeschnittenen Neandertal und zum unterhalb folgenden Talverlauf, in dem dichte Bebauung vorherrscht.“

Im Naturschutzgebiet sind eine bemerkenswerte große Zahl von – meist an Feuchthabitate gebundene – seltenen und besonders schützenswerten Tierarten heimisch: Feldschwirl, Gelbspötter, Habicht, Kleinspecht, Rohrammer, Teichrohrsänger und sogar der vom Aussterben bedrohte Wiesenpieper. Weiter stehen unter besonderem gesetzlichen Schutz die im NSG vorkommende Arten: Wasserfledermaus, Gebänderte Prachtlibelle, Erdkröte, Teichmolch und Grasfrosch.
Bilder der Düsselaue:

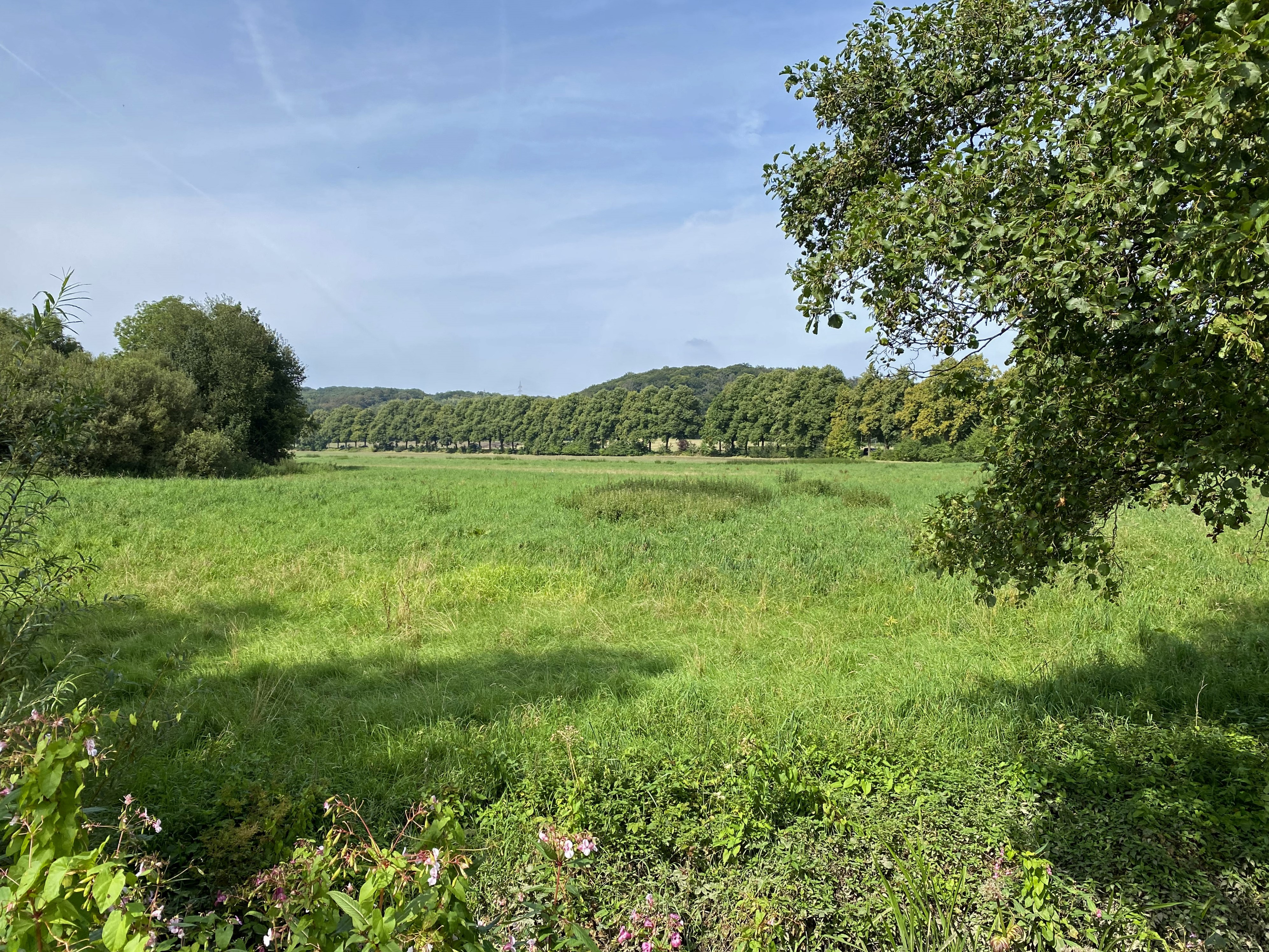
Blick vom Gödinghover Weg über die Düsselaue nach Westen
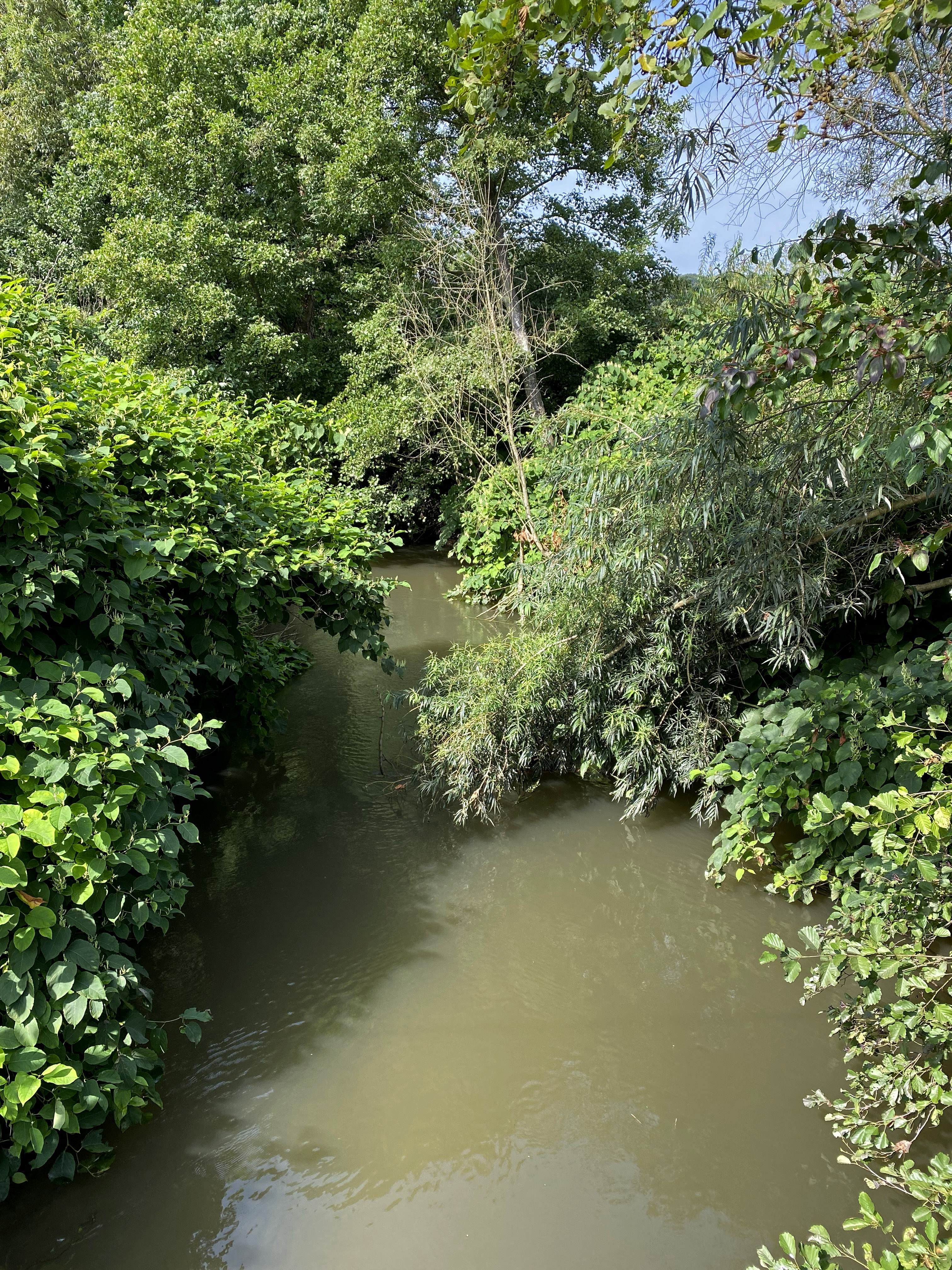
Düssel
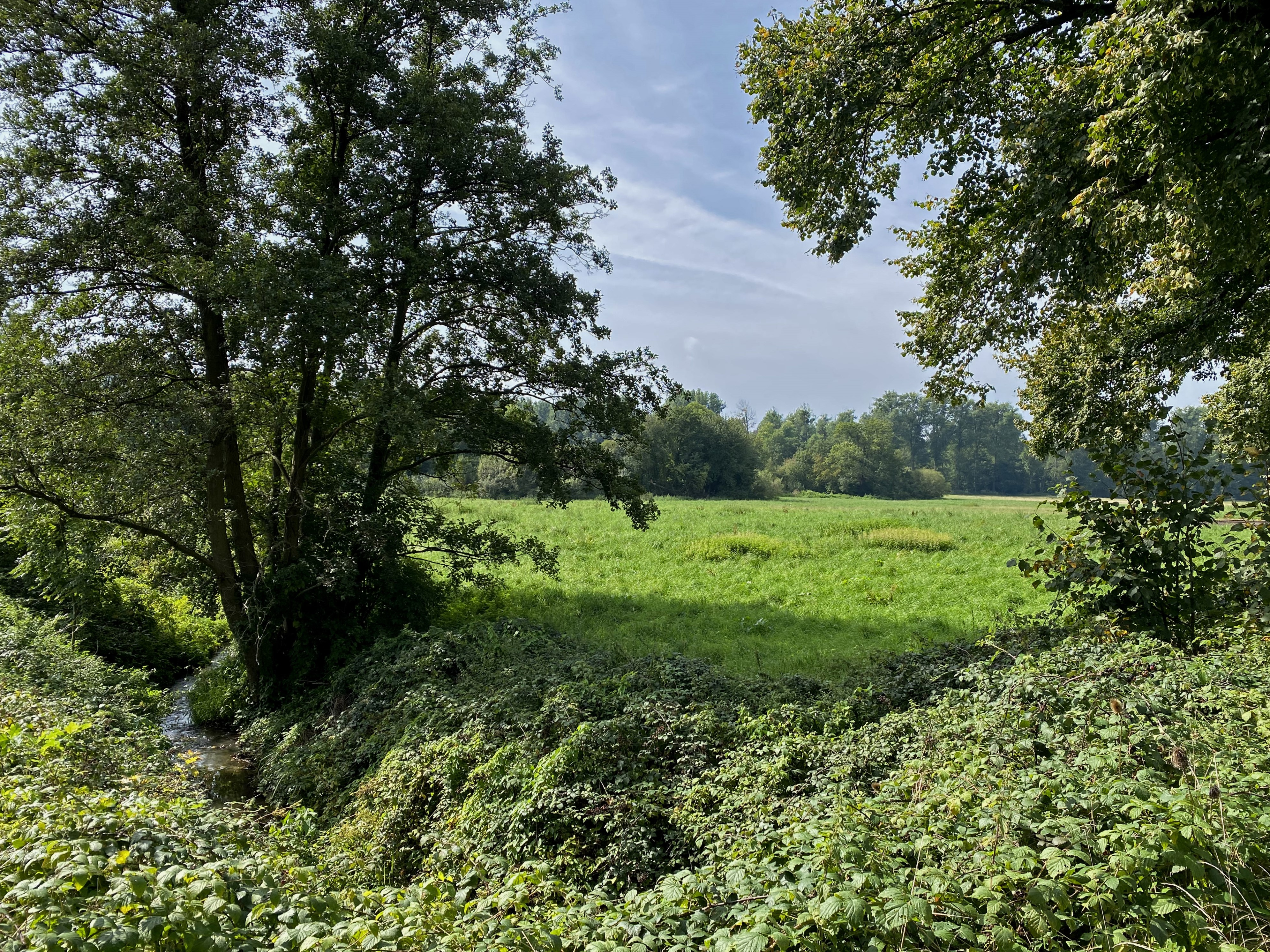
Düsselaue bei Haus Morp
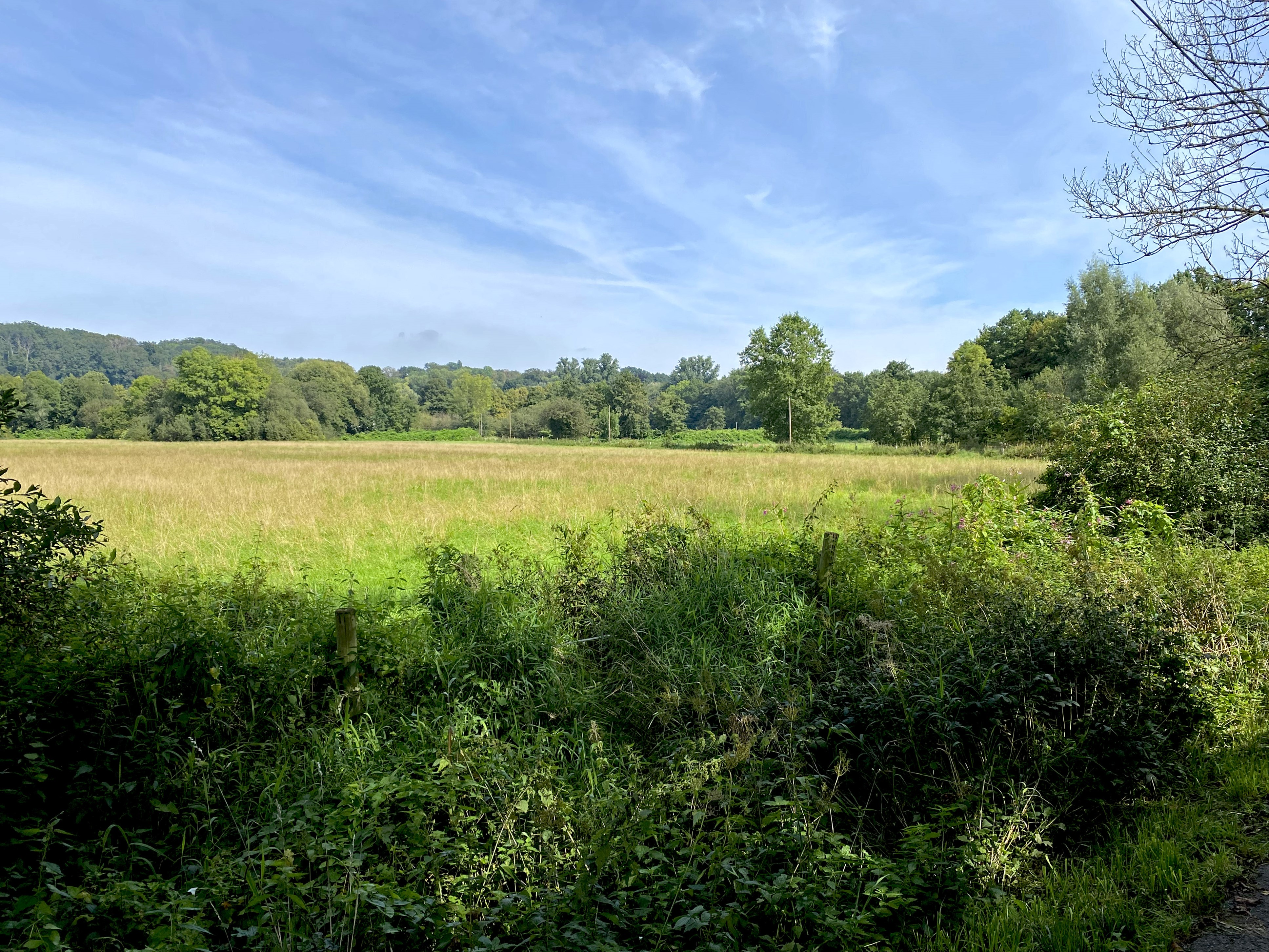
Großräumige Düsselaue
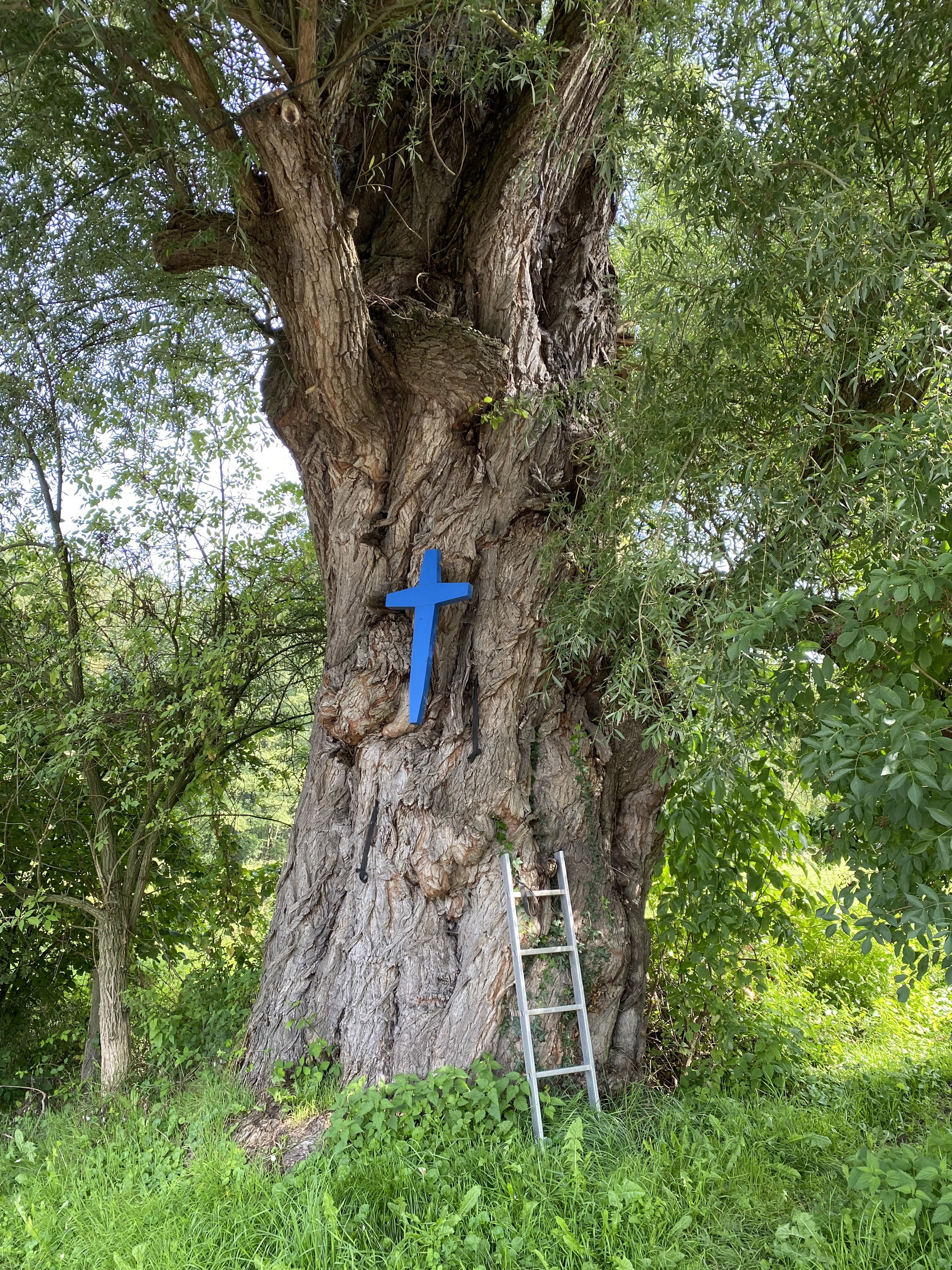
Mächtige Weide am Gut Gödinghoven

Bilder zum Waldgebiet am südlichen Hang:

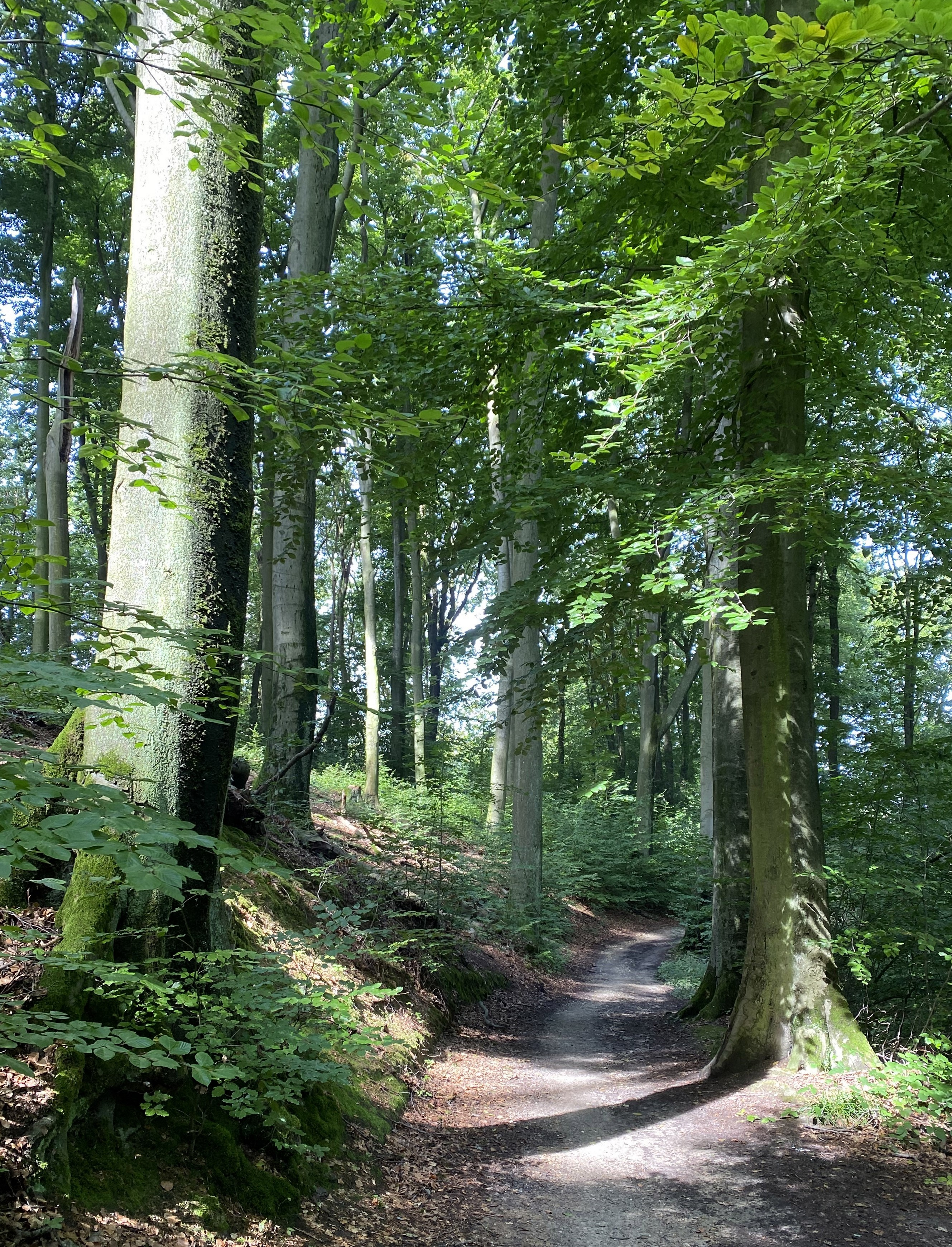
Wanderweg im südöstl. Teil des NSG
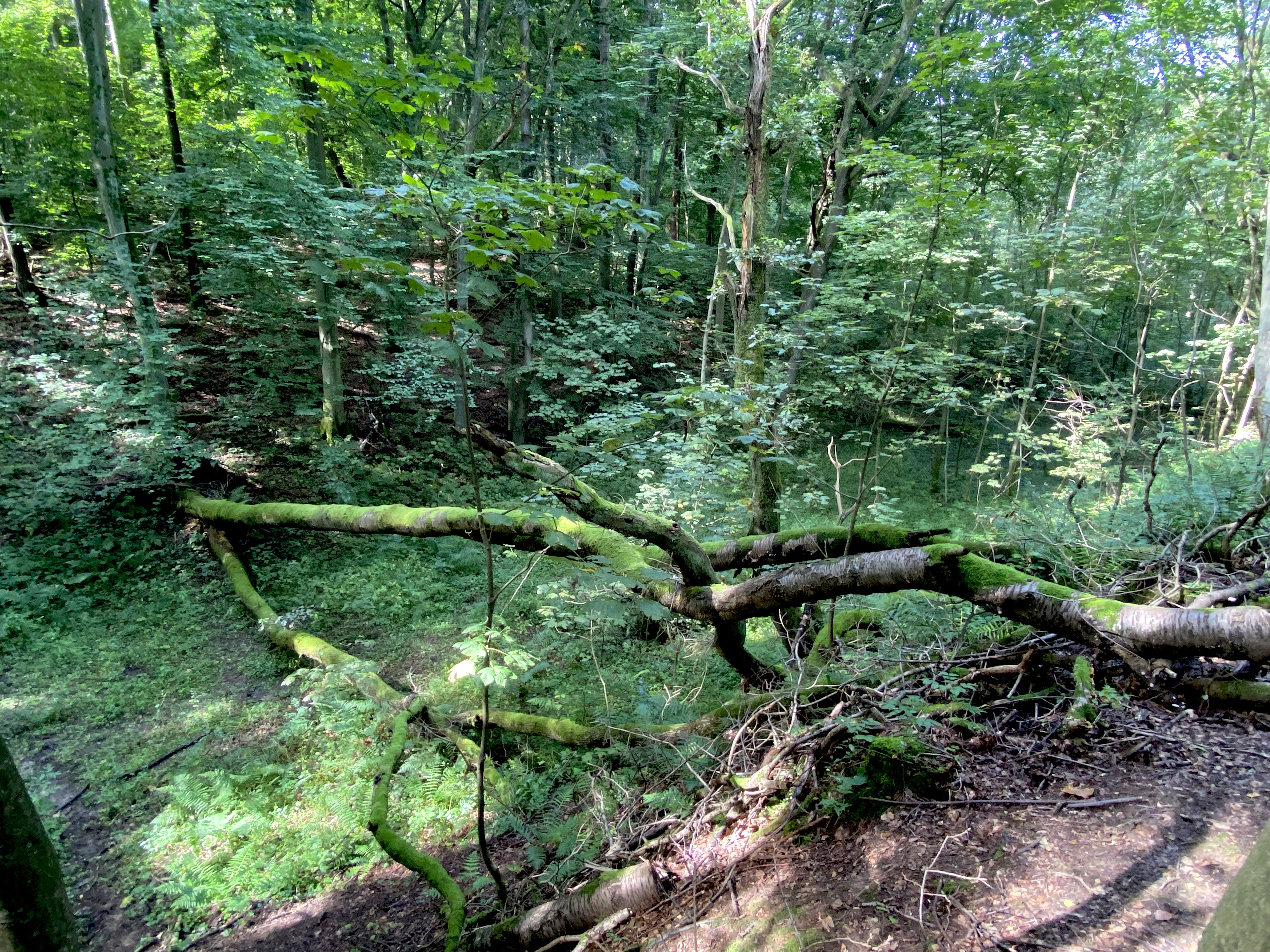
Baumsturz im NSG
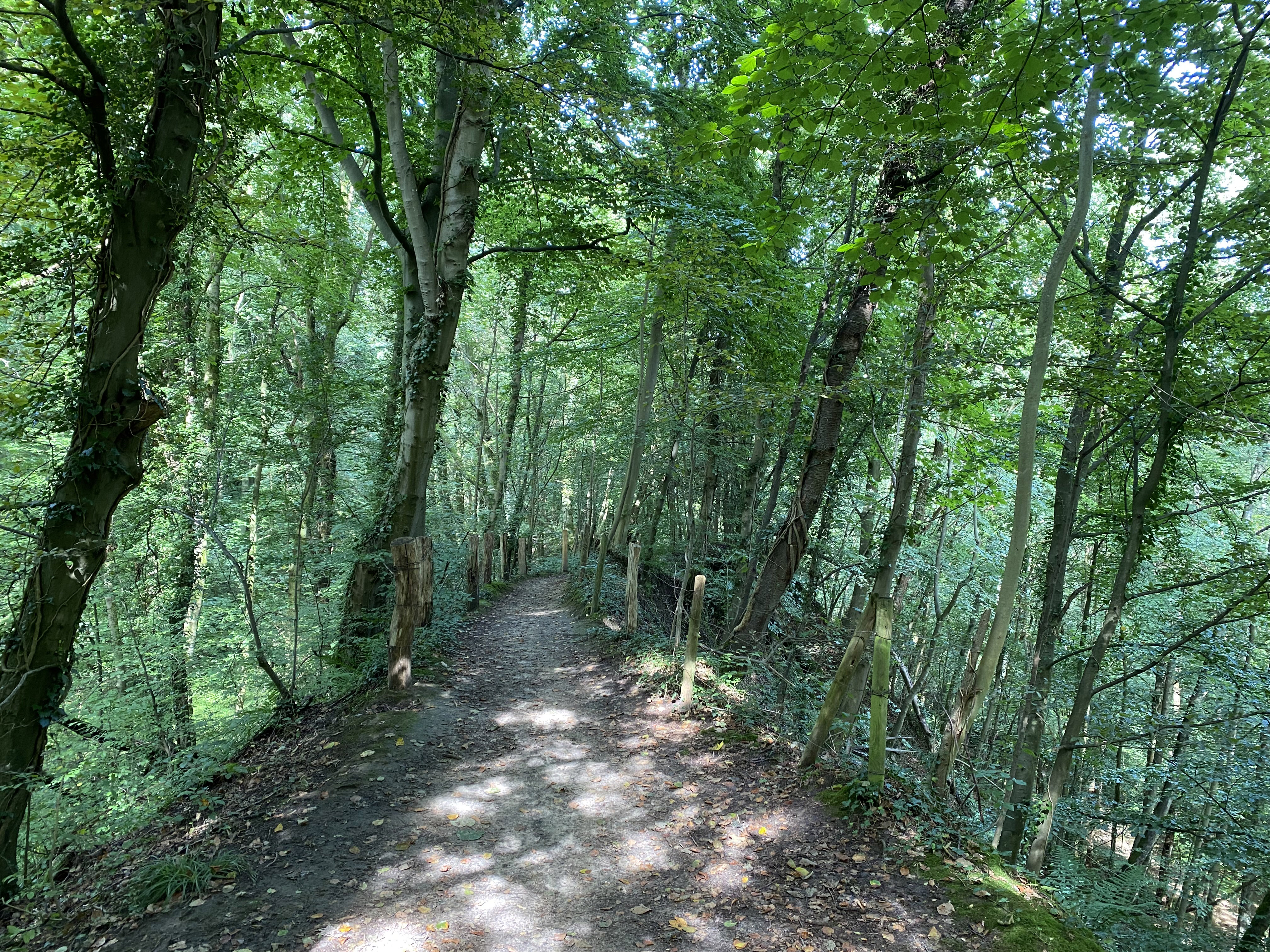
Extreme Geländeabstürze rechts und links vom Wanderweg
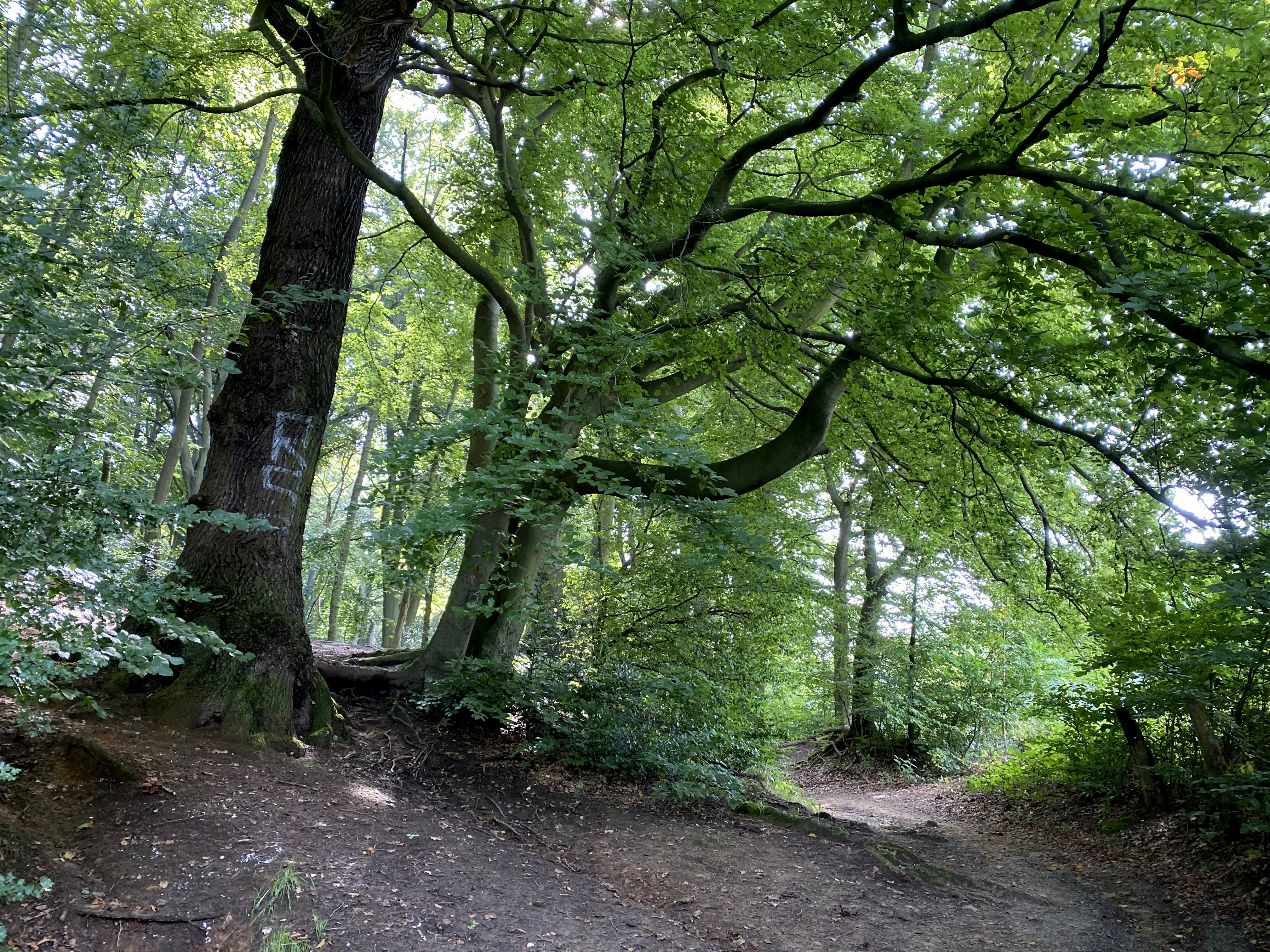
Buchenstarkholz am Gödinghover Weg
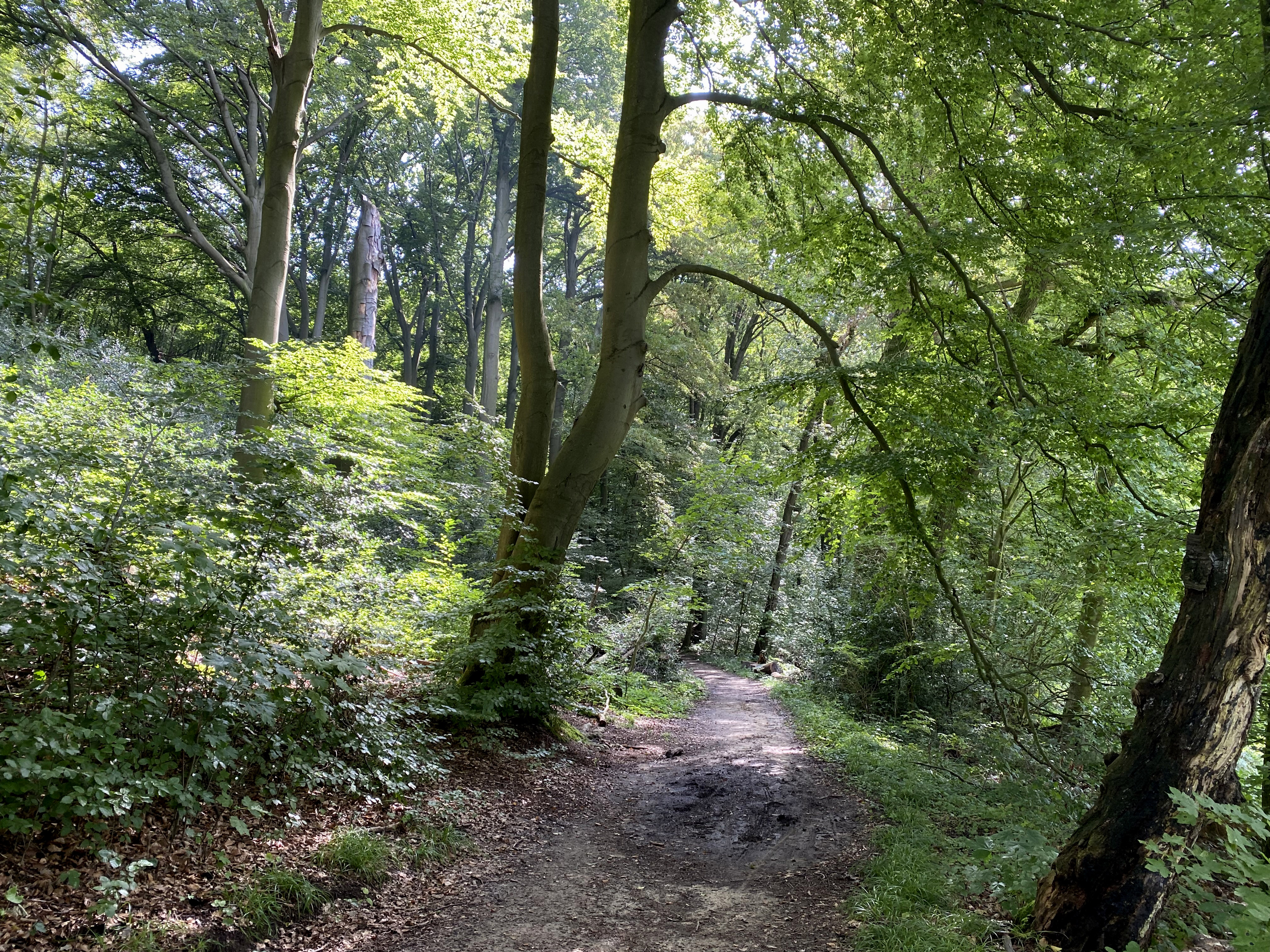
Buchenwald mit sumpfigem Talgrund südlich der Bahnlinie

Bilder zum Morper Park:

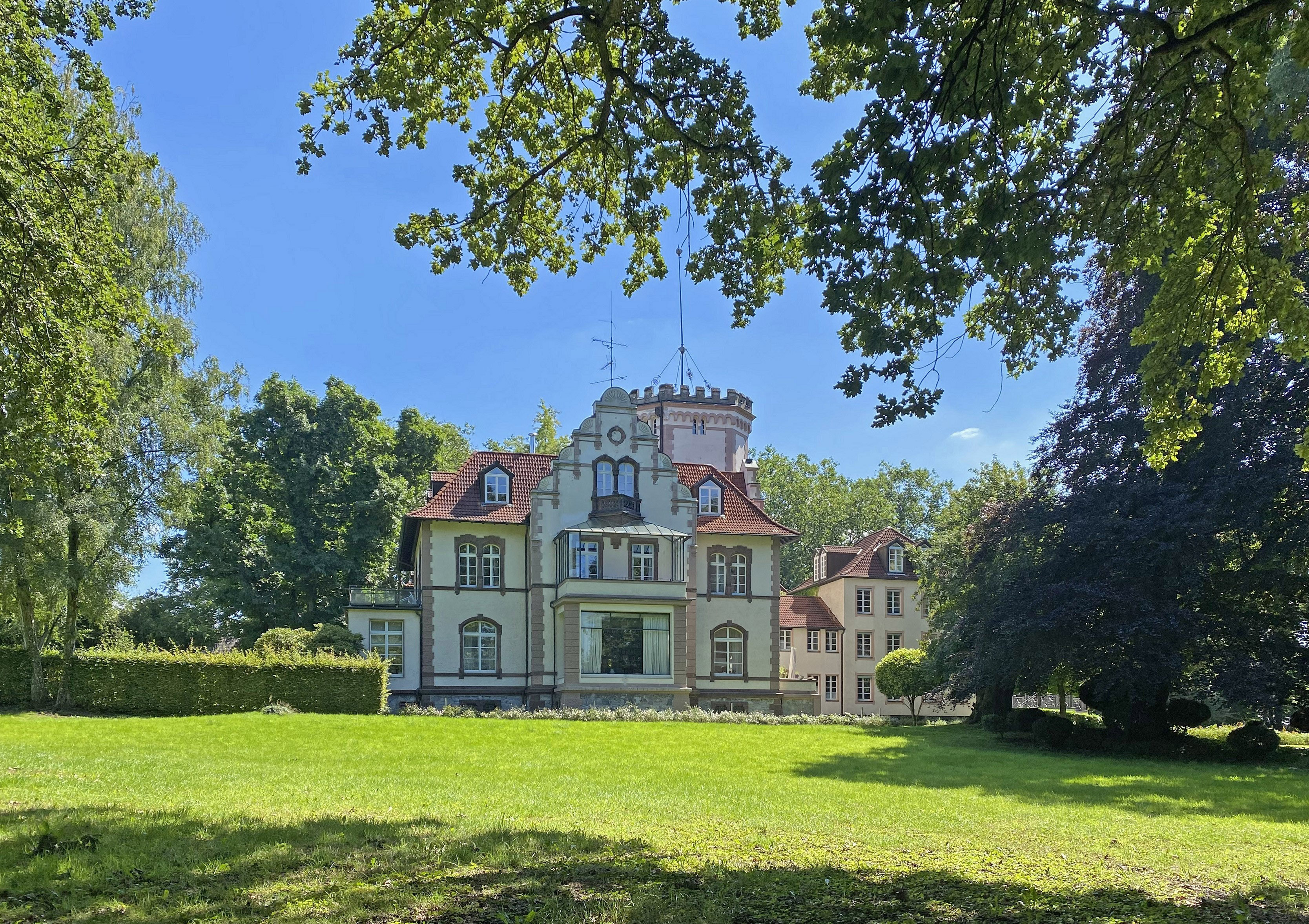
Forsthaus
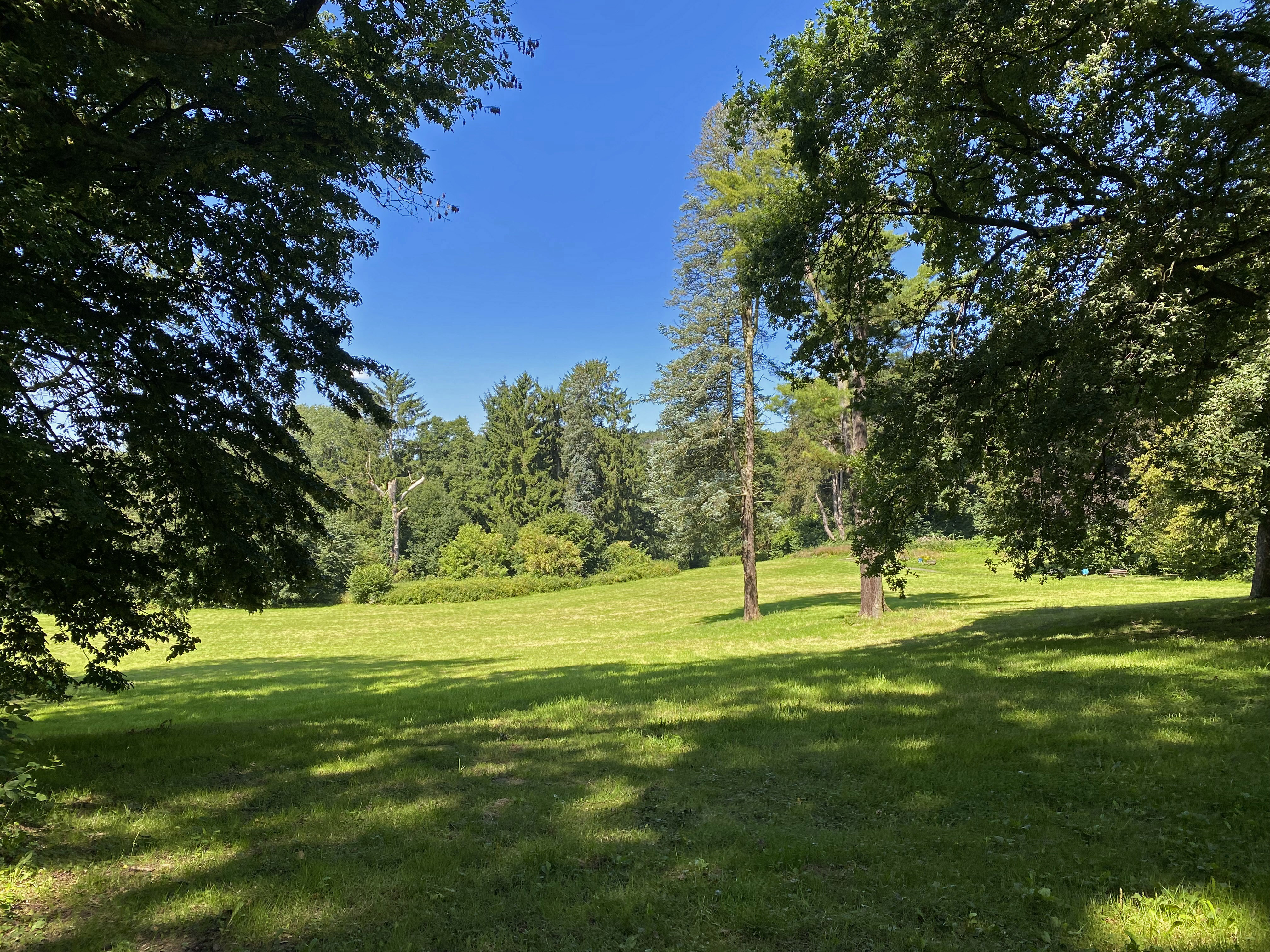
Sichtachse vom Forsthaus
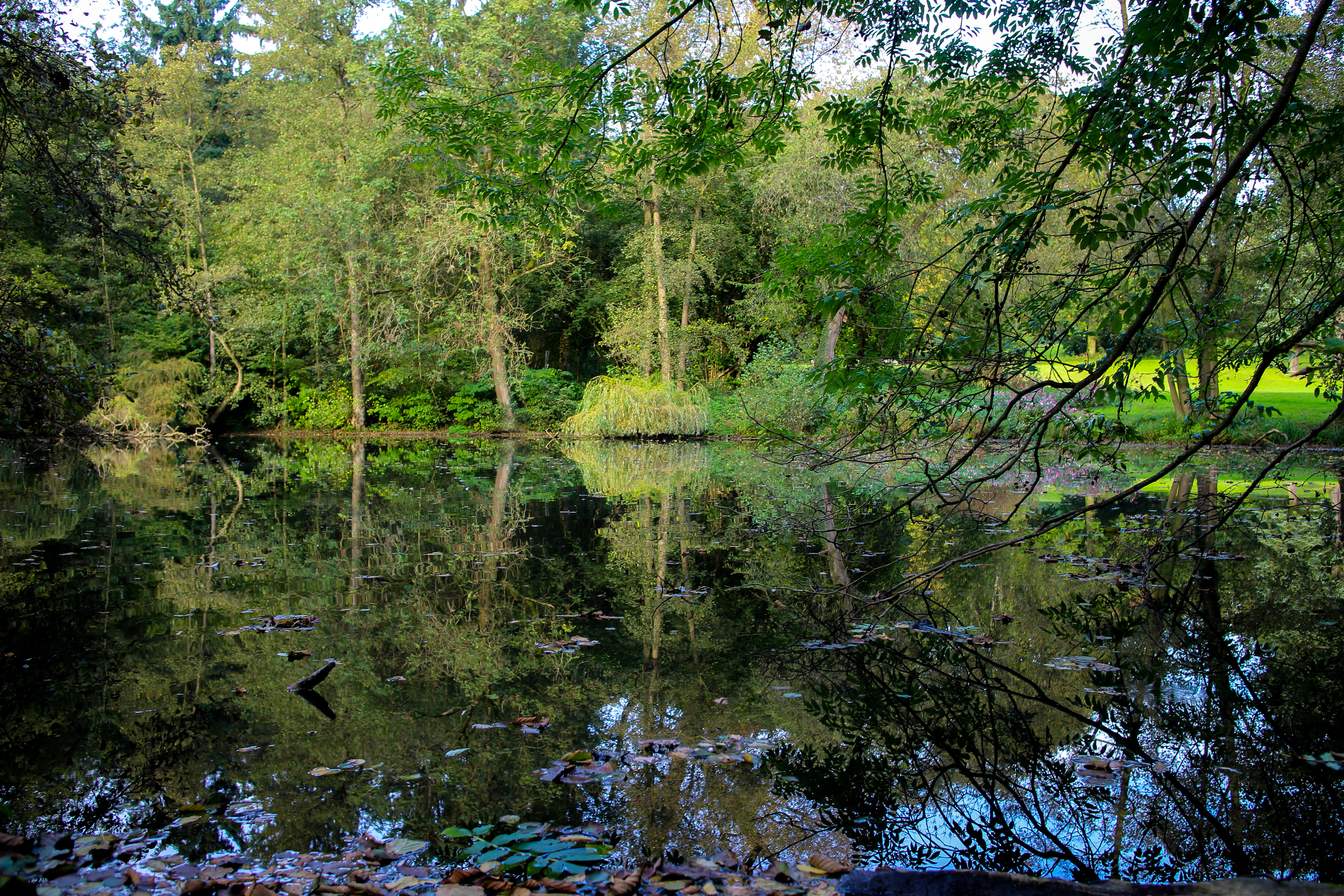
Teich im Park
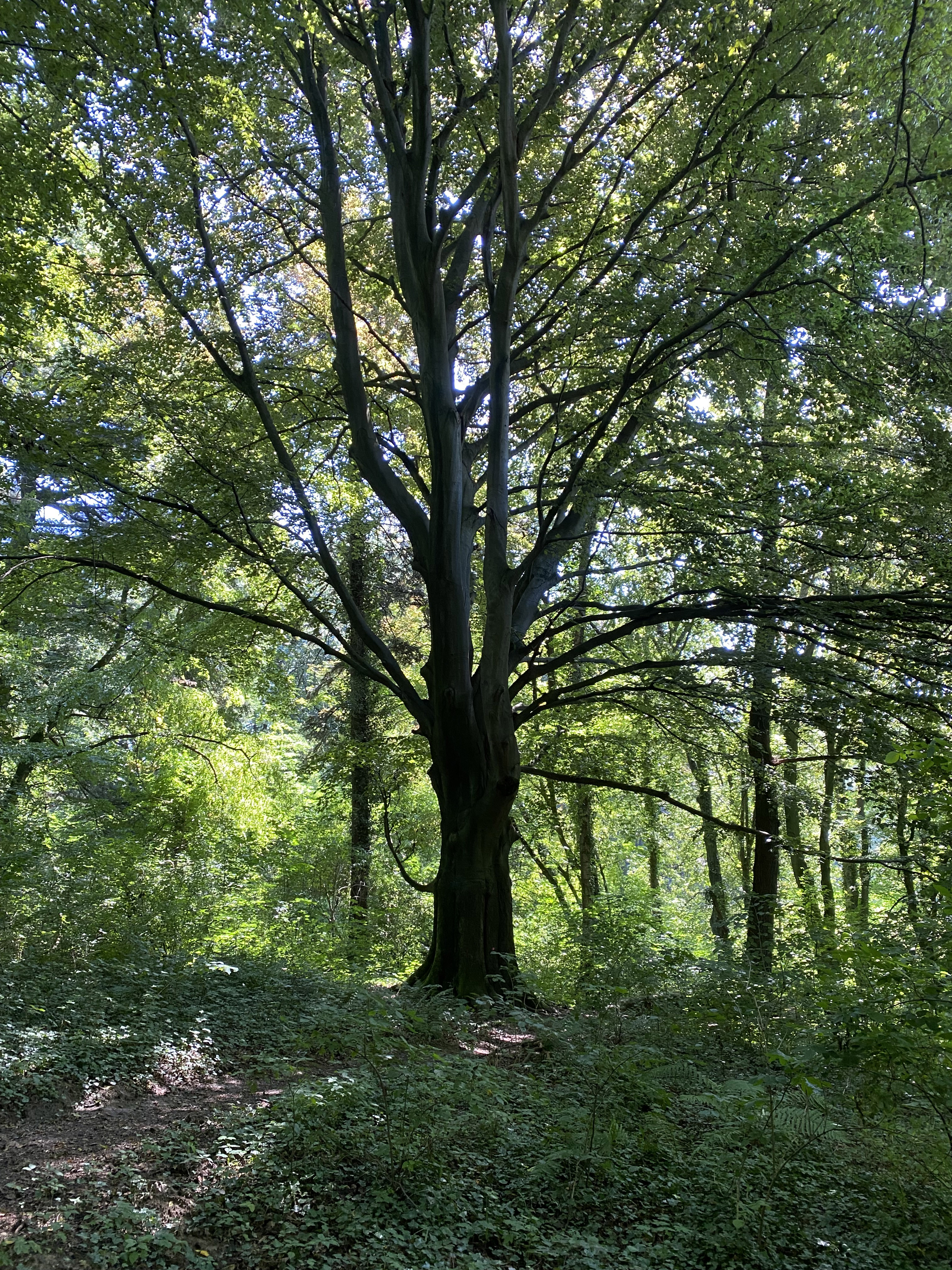
Kaiserbuche mit Kaiserbecken
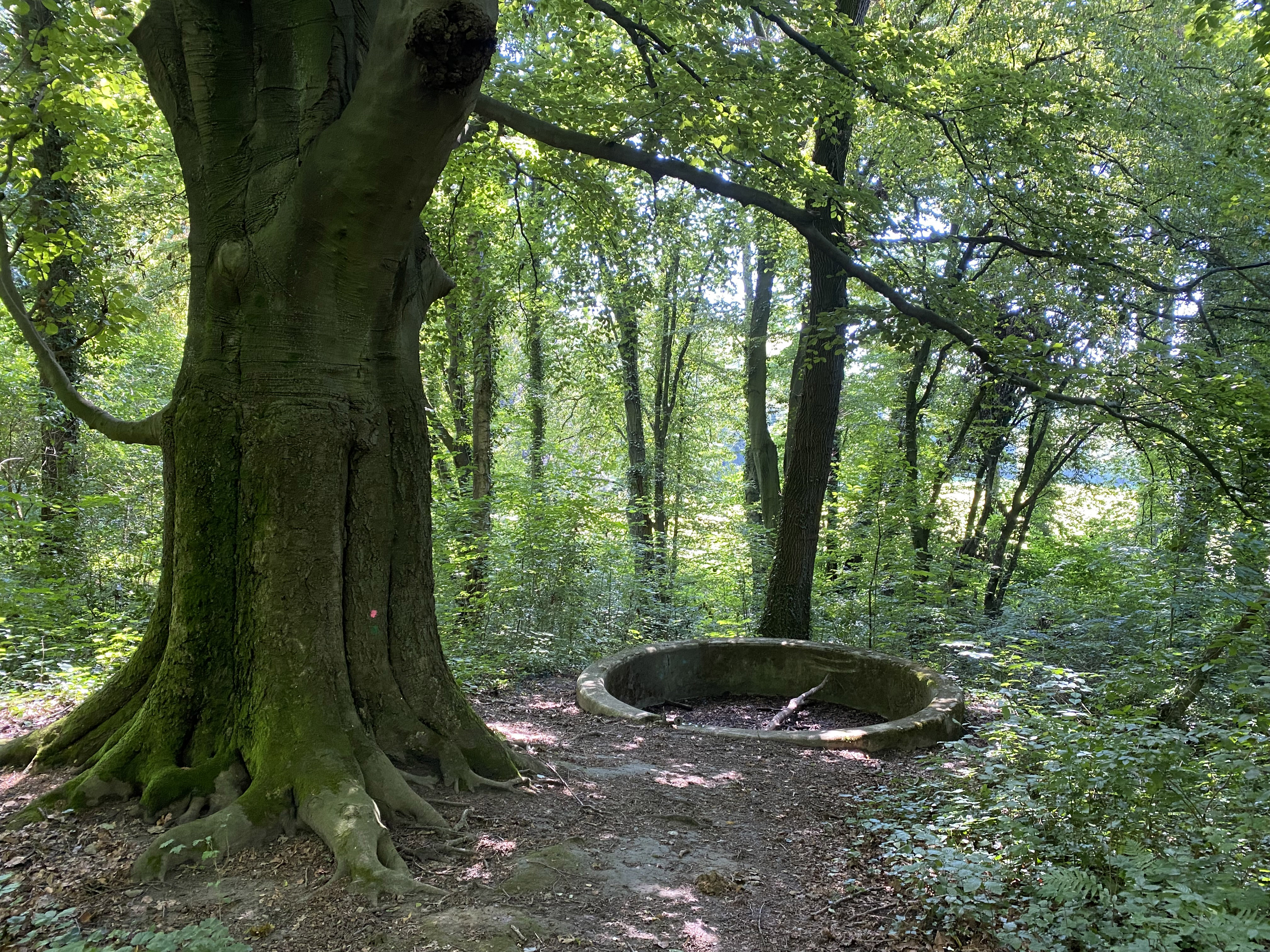
Kaiserbecken – Kaiserbuche